# Wataru Yoshikawa
Wataru Yoshikawa (吉川和多留?, Yoshikawa Wataru; Tokyo, 26 settembre 1969) è un pilota motociclistico giapponese, ritiratosi dall'attività agonistica, due volte campione giapponese Superbike.

## Carriera
Ha corso con la Yamaha nel Campionato mondiale Superbike dal 1992 al 2002 (tranne la stagione 1993) sempre come wild card, ad eccezione del 1996 quando, partecipando a tutti i gran premi, ottenne come risultato un nono posto nella classifica generale.
Nel 2002 ha partecipato, come wild card, al Gran Premio del Pacifico della MotoGP con la Yamaha YZR-M1 del team Yamaha Racing, classificandosi dodicesimo in gara e piazzandosi 26º nella classifica generale.
Nel 2003 ha corso la 8 ore di Suzuka insieme a Shin'ichi Nakatomi, arrivando 2º assoluto e 1º di classe.
Essendo, ancora a 41 anni, collaudatore della Yamaha, nel 2010 è stato scelto per sostituire in MotoGP l'infortunato Rossi alla guida della YZR-M1 del team ufficiale nel Gran Premio di Catalogna a Montmeló, terminando la gara in 15ª posizione e ottenendo un punto iridato.
Terminata l'attività agonistica rimane nel mondo delle corse in qualità di team manager per Yamaha.

## Risultati in gara

### Campionato mondiale Superbike
| 1992 | Moto   |  |  |  |  |  |  |  |  |  |  |  |  |  |  |  |  |    |    |  |  |  |  |  |  |  |  | Punti | Pos. |
| ---- | ------ |  |  |  |  |  |  |  |  |  |  |  |  |  |  |  |  | -- | -- |  |  |  |  |  |  |  |  | ----- | ---- |
| 1992 | Yamaha |  |  |  |  |  |  |  |  |  |  |  |  |  |  |  |  | 25 | 14 |  |  |  |  |  |  |  |  | 2     | 65º  |

| 1994 | Moto   |  |  |  |  |  |  |  |  |  |  |  |  |   |   |  |  |  |  |  |  |  |  |  |  |  |  | Punti | Pos. |
| ---- | ------ |  |  |  |  |  |  |  |  |  |  |  |  | - | - |  |  |  |  |  |  |  |  |  |  |  |  | ----- | ---- |
| 1994 | Yamaha |  |  |  |  |  |  |  |  |  |  |  |  | 5 | 4 |  |  |  |  |  |  |  |  |  |  |  |  | 24    | 27º  |

| 1995 | Moto   |  |  |  |  |  |  |  |  |  |  |  |  |  |  |  |  |   |   |  |  |  |  |  |  |  |  | Punti | Pos. |
| ---- | ------ |  |  |  |  |  |  |  |  |  |  |  |  |  |  |  |  | - | - |  |  |  |  |  |  |  |  | ----- | ---- |
| 1995 | Yamaha |  |  |  |  |  |  |  |  |  |  |  |  |  |  |  |  | 7 | 5 |  |  |  |  |  |  |  |  | 20    | 25º  |

| 1996 | Moto   |   |    |   |    |    |    |  |  |   |    |   |   |    |   |   |   |   |   |    |   |   |   |   |   |  |  | Punti | Pos. |
| ---- | ------ | - | -- | - | -- | -- | -- |  |  | - | -- | - | - | -- | - | - | - | - | - | -- | - | - | - | - | - |  |  | ----- | ---- |
| 1996 | Yamaha | 9 | 11 | 9 | 12 | NP | NP |  |  | 9 | 11 | 9 | 8 | 10 | 6 | 7 | 7 | 3 | 8 | 10 | 7 | 6 | 5 | 6 | 7 |  |  | 163   | 9º   |

| 1998 | Moto   |  |  |  |  |  |  |  |  |  |  |  |  |  |  |  |  |  |  |  |  |  |  |   |   |  |  | Punti | Pos. |
| ---- | ------ |  |  |  |  |  |  |  |  |  |  |  |  |  |  |  |  |  |  |  |  |  |  | - | - |  |  | ----- | ---- |
| 1998 | Yamaha |  |  |  |  |  |  |  |  |  |  |  |  |  |  |  |  |  |  |  |  |  |  | 9 | 7 |  |  | 16    | 24º  |

| 1999 | Moto   |  |  |  |  |  |  |  |  |  |  |  |  |  |  |  |  |  |  |  |  |  |  |  |  |   |   | Punti | Pos. |
| ---- | ------ |  |  |  |  |  |  |  |  |  |  |  |  |  |  |  |  |  |  |  |  |  |  |  |  | - | - | ----- | ---- |
| 1999 | Yamaha |  |  |  |  |  |  |  |  |  |  |  |  |  |  |  |  |  |  |  |  |  |  |  |  | 5 | 6 | 21    | 26º  |

| 2000 | Moto   |  |  |  |  |   |   |  |  |  |  |  |  |  |  |  |  |  |  |  |  |  |  |    |   |  |  | Punti | Pos. |
| ---- | ------ |  |  |  |  | - | - |  |  |  |  |  |  |  |  |  |  |  |  |  |  |  |  | -- | - |  |  | ----- | ---- |
| 2000 | Yamaha |  |  |  |  | 8 | 2 |  |  |  |  |  |  |  |  |  |  |  |  |  |  |  |  | 12 | 9 |  |  | 39    | 24º  |

| 2001 | Moto   |  |  |  |  |  |  |    |     |  |  |  |  |  |  |  |  |  |  |  |  |  |  |  |  |  |  | Punti | Pos. |
| ---- | ------ |  |  |  |  |  |  | -- | --- |  |  |  |  |  |  |  |  |  |  |  |  |  |  |  |  |  |  | ----- | ---- |
| 2001 | Yamaha |  |  |  |  |  |  | 10 | Rit |  |  |  |  |  |  |  |  |  |  |  |  |  |  |  |  |  |  | 6     | 38º  |

| 2002 | Moto   |  |  |  |  |  |  |   |   |  |  |  |  |  |  |  |  |  |  |  |  |  |  |  |  |  |  | Punti | Pos. |
| ---- | ------ |  |  |  |  |  |  | - | - |  |  |  |  |  |  |  |  |  |  |  |  |  |  |  |  |  |  | ----- | ---- |
| 2002 | Yamaha |  |  |  |  |  |  | 8 | 8 |  |  |  |  |  |  |  |  |  |  |  |  |  |  |  |  |  |  | 16    | 27º  |

| Legenda | 1º posto        | 2º posto            | 3º posto           | A punti      | Senza punti        | Grassetto – Pole position Corsivo – Giro più veloce |
| Legenda | Gara non valida | Non qual./Non part. | Ritirato/Non class | Squalificato | '-' Dato non disp. | Grassetto – Pole position Corsivo – Giro più veloce |

### Motomondiale
| 2002 | Classe | Moto   |  |  |  |  |  |  |  |  |  |  |  |  |    |  |  |  |  |  | Punti | Pos. |
| ---- | ------ | ------ |  |  |  |  |  |  |  |  |  |  |  |  | -- |  |  |  |  |  | ----- | ---- |
| 2002 | MotoGP | Yamaha |  |  |  |  |  |  |  |  |  |  |  |  | 12 |  |  |  |  |  | 4     | 25º  |

| 2010 | Classe | Moto   |  |  |  |  |  |  |    |  |  |  |  |  |  |  |  |  |  |  | Punti | Pos. |
| ---- | ------ | ------ |  |  |  |  |  |  | -- |  |  |  |  |  |  |  |  |  |  |  | ----- | ---- |
| 2010 | MotoGP | Yamaha |  |  |  |  |  |  | 15 |  |  |  |  |  |  |  |  |  |  |  | 1     | 21º  |

| Legenda | 1º posto        | 2º posto            | 3º posto            | A punti      | Senza punti        | Grassetto – Pole position Corsivo – Giro più veloce |
| Legenda | Gara non valida | Non qual./Non part. | Ritirato/Non class. | Squalificato | '-' Dato non disp. | Grassetto – Pole position Corsivo – Giro più veloce |